# Potamophylax goulandriorum
Potamophylax goulandriorum là một loài Trichoptera trong họ Limnephilidae. Chúng phân bố ở miền Cổ bắc.